# Eco-efficiëntie
Eco-efficiëntie is het streven om hetzelfde product tegelijk goedkoper en milieuvriendelijker te maken.
Vaak worden ecologie en economie bekeken als elkaars tegengestelden. Zo worden dikwijls beslissingen genomen die de economie en de werkgelegenheid ten goede komen, maar erg milieuonvriendelijk zijn. Het tegengestelde is ook waar: soms worden maatregelen naar voor geschoven die het milieu moeten verbeteren, maar geen rekening houden met de kostprijs of waarbij geen rekening gehouden wordt met economisch betere alternatieven. Eco-efficiëntie tracht dan ook milieu en economie met elkaar te verzoenen door met minimale ingrepen toch goedkoper en milieuvriendelijker te werken.
Eco-efficiëntie wordt dikwijls gedefinieerd als: het aanleveren van concurrentieel geprijsde goederen en diensten die de menselijke behoeften bevredigen en levenskwaliteit met zich meebrengen, terwijl gestaag de ecologische impact en de grondstofintensiteit doorheen de volledige levenscyclus verminderd wordt tot een niveau dat minstens in overeenstemming is met de draagkracht van de aarde. Dit wil dus zeggen dat milieumaatregelen niet tot een hogere prijs van producten leiden. Bovendien worden de alledaagse producten bij voorkeur het eerst onderzocht op hun milieu-impact, omdat hier de grootste resultaten te boeken zijn. Hierbij moet ernaar gestreefd worden om natuurlijke hulpbronnen niet sneller te verbruiken als ze door de natuur aangeleverd worden (men kan bijvoorbeeld hout als hernieuwbare brandstof gebruiken, maar men er dan ook op toezien dat niet binnen afzienbare tijd alle bossen verdwenen zijn...).
Eco-efficiënt werken vergt vaak geen grote ingrepen terwijl deze kleine maatregelen toch een grote milieu-impact kunnen hebben. Een belangrijk aspect is de evaluatie van de volledige levenscyclus van een product. Dit is noodzakelijk opdat de hoge milieu-impact bij bijvoorbeeld storting na gebruik, niet alle inspanningen voor de verbetering van de milieu-impact tijdens gebruiks- en productiefase tenietgedaan worden. Iemand die begaan is met eco-efficiëntie zal dan ook zijn/haar werkmethode continu herevalueren naar milieu-impact en kostprijs toe. Goedkoper én milieuvriendelijker werken is mogelijk door:
- processen milieuvriendelijker te maken
- afvalstoffen te hergebruiken
- producten milieuvriendelijker te ontwerpen
- de afzetmarkt herbekijken en zo nodig de vraag bijsturen

Eco-efficiënt werken leidt tot:
- minder verlies van grond- en hulpstoffen
- daling van milieuheffingen
- betere arbeidsomstandigheden
- stimulatie van innovatie
- een positiever bedrijfsimago en een betere relatie met omgeving, overheid en financiële sector
- een betere marktpositie ten opzichte van de concurrenten

## Kritiek
De mogelijkheid van een eco-efficiëntere productie leidt bij sommigen tot de veronderstelling dat dit op zich voldoende zou kunnen zijn om te kunnen zorgen voor duurzame ontwikkeling, en dat meer structurele maatschappelijke aanpassingen niet nodig zouden zijn. Daar tegenover staat dat een toename in de efficiëntie van het gebruik van een hulpbron in de eerste plaats vaak niet tot minder, maar wel tot meer gebruik van die hulpbron leidt. De bespaarde hulpbronnen kunnen voor andere doeleinden gebruikt worden. Omdat de kosten van die laatste gedaald zijn zal de vraag naar die producten stijgen (door de toename van de efficiëntie bij de productie). Dit staat bekend als het terugslageffect.
Verder is de bijdrage van eco-efficiëntie aan duurzaamheid weliswaar positief, al wordt deze bijdrage ongedaan gemaakt door de groei van de wereldbevolking, de groei van de levensstandaard, en de daaruit resulterende groei van de vraag en de consumptie.